# Titanomaquia (álbum)
Titanomaquia é o sétimo álbum de estúdio da banda brasileira de rock Titãs, lançado em 10 de julho de 1993. Gravado entre 1992 e 1993, é o primeiro álbum da banda sem o vocalista e fundador Arnaldo Antunes, embora três faixas ainda tragam contribuições suas na escrita. É também o primeiro a ser produzido por Jack Endino.
Até dezembro de 1994, havia vendido 125 mil cópias no Brasil e 3,5 mil na Argentina.

## Contexto

### Saída de Arnaldo Antunes
Entre o disco anterior (Tudo ao Mesmo Tempo Agora) e este, o vocalista Arnaldo Antunes comunicou sua saída da banda, o que pegou os membros de surpresa. O vocalista e baixista Nando Reis diria mais tarde que essa separação acenderia nele mesmo algo que mais tarde se tornaria uma vontade de sair também. Segundo ele, o guitarrista Marcelo Fromer também manifestou essa vontade à época.
Nando diria também que foi neste disco que o seu "isolamento" dentro da banda ficou evidente, pois, segundo ele, nenhuma das suas sugestões era acatada; a banda insistiu para que ele se limitasse a dobrar os riffs de guitarra com o seu baixo (o que iria contra o "raciocínio musical" dele); e ele canta apenas uma das 13 faixas, enquanto que cada um dos outros três vocalistas cantou quatro.

### Direcionamento musical e busca por um produtor
O álbum foi concebido numa época em que parte da imprensa decretava o fim do rock brasileiro como se havia ouvido nos anos 80. Além disso, segundo Nando, os ensaios foram tensos e a agressividade do disco reflete isto.
Nando e uma reportagem da Folha de S.Paulo afirmam que quem sugeriu e convidou Jack Endino foi o baterista Charles Gavin, mas o próprio diz que a banda toda, após pesquisa, convergiu no estadunidense. Ainda brigados com Liminha, partiram em busca de um nome estrangeiro e que condissesse com a sonoridade cada vez mais agressiva do então septeto (acreditavam que não havia nenhum nome brasileiro capaz de fazer o que eles queriam). Após pesquisarem discos da época, concordaram que Jack seria um nome interessante, tanto pela contribuição para grupos de rock pesado (Nirvana, Soundgarden, Screaming Trees e seu próprio grupo Skin Yard) quanto por ser um profissional ligado à cena independente e, portanto, mais acessível financeiramente. A gravadora recomendou que eles escolhessem um segundo nome, caso o primeiro não desse certo, e eles elegeram Butch Vig, o produtor que sucedeu Jack no Nirvana e assinou o legendário Nevermind.
Por meio da gravadora WEA, eles enviaram o disco Õ Blésq Blom a Jack. A princípio, ele não entendeu por que a banda achou que ele seria adequado para esse tipo de som, mas depois eles enviaram faixas mais recentes, e aí ele demonstrou interesse:
| “ | Ficou claro que eles realmente queriam fazer rock 'n' roll com guitarras fortes, e o mais perto que haviam chegado desta ideia, até então, era com Cabeça Dinossauro. Fui ao Brasil e comecei a perceber exatamente o que eles pretendiam fazer, e o disco foi mais para um lado "hard rock". [...] Sei que dividiu os fãs dos Titãs, mas muitos deles, dez anos depois, ainda querem que os Titãs gravem outro álbum de "hard rock" como aquele. Tenho certeza, pois recebo muitos e-mails dos fãs. | ” |

Ele também ouviu Cabeça Dinossauro e Tudo ao Mesmo Tempo Agora antes de começar seu trabalho. Ele ressaltou ainda a decisão da banda de ir de um rock mais leve para algo mais agressivo, indo na contramão do caminho tradicional de começar pesado e eventualmente abrandar o som. Segundo Nando, a iniciativa de direcionar ainda mais peso para o som do grupo era encabeçada pelo vocalista Branco Mello e pelo vocalista/tecladista Sérgio Britto. Este último afirmou em uma entrevista na época do lançamento que "o último disco foi apenas a ruptura que possibilitou a realização do Titanomaquia".
Na época de lançamento, o grupo rejeitou o rótulo de "grunge" e as comparações com Nirvana.

## Produção

### Gravações
Sobre a ausência de Arnaldo, Jack comentou que o clima da banda não era tenso e que o grupo, por ter ainda sete integrantes, não estava preocupado com a saída do membro, embora demonstrassem muito carinho por ele. Jack ficou ao menos 44 dias capitaneando a criação do disco.
A banda chegou a gravar vocais em inglês para algumas faixas do álbum para um possível lançamento internacional. As versões são assinadas por Brian Butler, então colega da banda no Banguela Records. Nando, Sérgio e Charles afirmam que foram apenas algumas faixas, possivelmente as que foram originalmente cantadas por Sérgio ("Agonizando", "Fazer o Quê" e "Será que É Isso que Eu Necessito?"), mas uma reportagem da época publicada no Jornal do Brasil afirma que alguns integrantes embarcaram para a cerimônia do MTV Video Music Awards em Los Angeles com uma fita demo com 11 faixas (todas cantadas por Sérgio). Uma das que ficaram de fora foi "Dissertação do Papa Sobre o Crime Seguida de Orgia", pois a banda traduziu as letras de forma literal somente até o limite do possível.
A fita seria entrega a Jack, que foi quem sugeriu as versões. O grupo admitiu, na época, uma intenção de se lançarem internacionalmente, mas sabiam que o caminho seria difícil. Com efeito, o próprio produtor os desestimulou posteriormente, alegando que nos Estados Unidos havia "100 bandas a cada esquina".

### Capa e título
A capa, novamente assinada por Fernando Zarif, traz uma colagem de sete cores (representando os sete integrantes) e vinha envolta por outra capa, como se o disco estivesse em um saco de lixo.
O primeiro título considerado para o álbum foi A Volta dos Mortos-Vivos, mas a banda não conseguiu pagar pelos direitos sobre o nome, já utilizado em um filme de 1985. Foi de Zarif a ideia de usar o termo "titanomaquia", a guerra entre os titãs e os deuses da mitologia grega. Segundo Nando, o termo é representativo das guerras que os Titãs viviam na época: a do grupo contra a imprensa e a dos seis outros integrantes contra ele.

## Informações das músicas
Uma das faixas criadas para o disco, "Meu Aniversário", escrita por Nando, terminou vetada pela banda, mas seria lançada mais tarde no seu primeiro disco solo e também na coletânea de raridades E-collection.
Imitando um gesto realizado no disco anterior, o grupo assina como um todo todas as faixas, exceto  "Disneylândia", "Hereditário" e "De Olhos Fechados", em que Arnaldo aparece como coautor. Para Nando, isso era uma "distorção", pois ele próprio oficialmente assinou todas as faixas, mas não escreveu (tampouco arranjou), de fato, nenhuma.
As duas primeira faixas do disco ("Será que É Isso Que Eu Necessito?" e "Nem Sempre se Pode Ser Deus") foram selecionadas para divulgarem o trabalho e receberem clipes (ambos dirigidos por Beto Brant e Ralph Strelow). O clipe da primeira foi premiado no MTV Video Music Awards.
"Dissertação do Papa Sobre o Crime Seguida de Orgia", homônima a uma obra de Marquês de Sade, lista uma série de assassinatos "bizarros".
A faixa "Disneylândia", que segundo a banda fala sobre o acesso ao conhecimento mundial, foi usada como base para uma questão do ENEM de 2013, especificamente "Pilhas americanas alimentam eletrodomésticos ingleses na Nova Guiné / Gasolina árabe alimenta automóveis americanos na África do Sul. / (...) / Crianças iraquianas fugidas da guerra / Não obtém visto no consulado americano do Egito / Para entrarem na Disneylândia", para que os examinados avaliassem as relações de consumo e produção no mundo. A faixa foi erroneamente creditada apenas a Arnaldo Antunes, quando na verdade ela foi coescrita por ele e toda a banda.

## Lançamento e divulgação
Titanomaquia saiu ao preço médio de Cr$ 1 milhão. Apesar dos custos com a capa especial, o produtor estrangeiro e a divulgação para a imprensa, a banda afirma que Titanomaquia custou três vezes mesmo que o Õ Blésq Blom.
A turnê do disco envolvia um palco com cenário assinado por Zarif e inspirado num trabalho do artista francês Francis Picabia para o pianista Erik Satie.
Uma das apresentações da banda durante a turnê, realizada no Olympia, foi gravada e depois exibida pela MTV num especial no dia 10 de dezembro de 1993.

## Faixas
Todas as faixas escritas por Titãs, exceto "Disneylândia", "Hereditário" e "De Olhos Fechados", coescritas por Arnaldo Antunes
1. "Será que É Isso Que Eu Necessito?" – 2:49
2. "Nem Sempre se Pode Ser Deus" – 2:20
3. "Disneylândia" – 2:46
4. "Hereditário" – 2:06
5. "Estados Alterados da Mente" - 3:42
6. "Agonizando" – 3:35
7. "De Olhos Fechados" – 2:11
8. "Fazer o Quê?" – 3:27
9. "A Verdadeira Mary Poppins" – 2:18
10. "Felizes são os Peixes" – 2:13
11. "Tempo pra Gastar" – 3:45
12. "Dissertação do Papa Sobre o Crime Seguida de Orgia" – 3:08
13. "Taxidermia" – 3:37

## Recepção da crítica
Em matéria em que repercutia o anúncio da exibição do especial da MTV, Sérgio Sá Leitão opinou que a banda não tinha mais o mesmo talento que exibia em Cabeça Dinossauro e que agora apostava na "farofa" e que ela "já fez sentido, em algum lugar do passado".
Escrevendo para O Estado de S. Paulo, Marcel Plasse elogiou a atitude da banda em partir para o rock em vez do pop, mas considerou a agressividade e as críticas muito vazias se comparadas às do disco Cabeça Dinossauro.
Tom Leão, n'O Globo, elogiou a qualidade do disco por valorizar o aspecto rock das músicas, embora concordasse que não se trata de um clássico do mesmo nível de Cabeça Dinossauro.
Na seção "Em questão", do Jornal do Brasil, Jamari França e Hélio Muniz tiveram opiniões distintas sobre o disco. Enquanto o primeiro considerou o disco muito melhor do que o anterior, elogiando o instrumental e a produção e criticando apenas os vocais (que para ele parecem gritados como se os integrantes estivessem "levando uma britadeira na barriga"); o segundo ficou satisfeito somente com a produção da guitarra e do baixo, chamando o disco de "bobo" e ridicularizando o que chamou de tentativa de "ser a banda de rock mais pesada do Brasil".

## Créditos
Titãs
- Branco Mello: vocal (faixas 2, 5, 10 e 12)
- Charles Gavin: bateria e percussão
- Marcelo Fromer: guitarra
- Nando Reis: baixo e vocal (faixa 4)
- Paulo Miklos: sampler, sintetizador e vocal (faixas 3, 7, 9 e 13)
- Sérgio Britto: mini-moog, órgão e vocal (faixas 1, 6, 8 e 11)
- Tony Bellotto: guitarra

Participações especiais
- Jack Endino: guitarra (acordes finais em "Agonizando", guitarra rítmica e feed back em "Disneylândia")

Ficha Técnica
- Produção executiva: Nelson Damascena e Titãs
- Estúdio de pré-produção: Oásis (SP)
- Técnicos: Evaldo Luna, Nivaldo Costa e Valter Tavares
- Assistentes: Paulinho Brandão
- Gravação de Demo Tape: Paulo Junqueiro
- Estúdio de gravação: Nas Nuvens (RJ)
- Engenharia de gravação: Jack Endino e Paulo Junqueiro
- Assistentes de gravação: Otávio Paixão e Ivan Knopfler
- Mixagem: Nas Nuvens (RJ)
- Engenharia de mixagem: Jack Endino e Paulo Junqueiro
- Assistentes de mixagem: Guilherme Calicchio, Márcio Paquetá, Renato Munhoz, Sérgio Chataignier
- Manutenção: Ricardo Garcia
- Masterização: Future Disc (Los Angeles)
- Engenharia de masterização: Eddie Schreyer e Paulo Junqueiro
- Coordenação gráfica: Silvia Panella
- Capa: Fernando Zarif
- Corte: José Oswaldo Martins
- Roadie: César Gavin